# Das Gewand
Das Gewand (Originaltitel: The Robe) ist ein Monumentalfilm aus dem Jahre 1953 des amerikanischen Regisseurs Henry Koster. Er beruht auf dem gleichnamigen Roman von Pfarrer Lloyd C. Douglas und war der erste abendfüllende Spielfilm im CinemaScope-Format. Welturaufführung war am 16. September 1953 in den Vereinigten Staaten, die Erstaufführung in der Bundesrepublik Deutschland folgte am 4. Dezember 1953.

## Inhalt
Marcellus – ein junger römischer Militärtribun zur Zeit Jesu Christi in der Regierungszeit des Kaiser Tiberius – führt in Rom ein leichtfertiges Leben mit Trunk und Spiel. Er macht sich den zukünftigen Kaiser Caligula zum Feind, indem er ihn auf dem Sklavenmarkt bei der Versteigerung des Griechen Demetrius überbietet. Marcellus wird von Caligula nach Palästina strafversetzt, wohin er gemeinsam mit Demetrius zieht. Die beiden sehen dort zum ersten Mal Jesus bei seinem Einzug in Jerusalem, wobei Demetrius von der Strahlkraft Jesu erreicht wird. Derweil erwirkt Marcellus’ Jugendliebe Diana beim Kaiser den Widerruf der Versetzung nach Palästina. Vor seiner Rückkehr wird Marcellus von Pontius Pilatus mit der Durchführung der Kreuzigung Jesu beauftragt. Demetrius, der zu einem Anhänger Jesu geworden ist, fleht vergeblich um Gnade für den Heiland. Angetrunken gewinnt Marcellus nach der Kreuzigung bei einem Würfelspiel hinter dem Fuße des Kreuzes das Gewand Jesu. Als er Demetrius befiehlt, ihn mit dem Gewand vor einem aufkommenden Sturm zu schützen, verfällt er bei der Berührung des Gewandes in Angst und Agonie.
Demetrius widersetzt sich seinem ehemaligen Herrn und flieht mit dem Gewand, um sich den Christen anzuschließen. Marcellus fährt allein, jetzt von Visionen, Ängsten und Albträumen geplagt, nach Capri zum Kaiser und gilt dort als Wahnsinniger. In der Hoffnung, das „verhexte“ Gewand ausfindig zu machen und sich damit heilen zu können, kehrt er auf Befehl des Kaisers nach Judäa zurück. Auch will Marcellus mehr über Jesus herausfinden und dem Kaiser Bericht über frühe Christengemeinden erstatten. Als er Demetrius und Petrus findet, dort eigene Erlösung bei der Berührung des Gewands erfährt und mit den Zeitzeugen des Lebens Jesu zusammentrifft, wendet sich Marcellus vollkommen dem Christentum zu und unternimmt Evangelisationsreisen in verschiedenen Ländern. Zurückgekehrt nach Rom, offenbart er Diana seinen Glauben, die sich aus Liebe heraus ihm anschließt und freiwillig dem durch den neuen Kaiser Caligula verurteilten Marcellus in den Tod folgt, um mit ihm in das Himmelreich aufzusteigen. Das Gewand lassen sie vorher zu Petrus schicken.

## Sonstiges
- Das Drehbuch stammt von Albert Maltz (Co-Autor: Philip Dunne), der nach seiner knapp einjährigen Haftstrafe wegen Verweigerung der Aussage unter Bezugnahme auf den Ersten Verfassungszusatz in einer Anhörung des Komitees für unamerikanische Umtriebe nicht an der Welturaufführung des Films teilnehmen durfte. 1977 wurde er durch Beschluss des Writers Guild of America voll rehabilitiert und kam wieder zu Recht und Anerkennung.
- Jesus, im Film dargestellt vom zweiten Regieassistenten, Donald C. Klune, wurde entweder im Mittelgrund oder von hinten dargestellt, ohne dass seine Gesichtszüge zu erkennen sind, oder es waren nur seine Füße zu sehen.
- Der Film fand eine cineastische Fortsetzung in Die Gladiatoren (Demetrius and the Gladiators, 1954), in der Victor Mature ebenfalls mitspielte, nun in der Hauptrolle. Das Gewand ist damit der einzige Monumentalfilm mit einer direkten Fortsetzung in diesem Filmgenre. Abweichend zu Das Gewand beruht diese Fortsetzung nicht auf einem Roman von Pfarrer Lloyd C. Douglas und das Drehbuch stammt diesmal von Philip Dunne.
- Die Worte „Wahrhaftig, das war Gottes Sohn“ sind die des Hauptmanns im Matthäusevangelium (Mt 27,54 EU).

„Ich hatte einige schwierige Tage am Anfang des Filmes The Robe. Man hatte mir eine Woche zur Verfügung gestellt, in der ich alles drehen konnte, was ich wollte, um mich mit diesem neuen Verfahren bekannt zu machen. Und dann stellte sich heraus, dass viele Sachen einfach nicht mehr gehen, die wir […] in den konventionellen Filmen gemacht hatten. Ich kann nicht mehr wild hin und her schneiden, ich kann die Kamera nicht mehr schnell bewegen, auf so einer großen Leinwand ist das irritierend und es hilft der Geschichte des Films nicht.“

- Der Film wurde beworben als „modernes Unterhaltungswunder, das man ohne Brille sehen kann“. Zur Zeit des Erscheinens von The Robe war in den Vereinigten Staaten eine Welle von 3D-Filmen in die Kinos gekommen, die für den Zuschauer mit Hilfe einer 3D-Brille ein räumliches Sehen des Films ermöglichten. Weil das CinemaScope-Format damals eine gebogene Leinwand benutzte, um Randunschärfen auszugleichen, wollten die Werbestrategen der Verleihfirma mit dieser Bewerbung des Films ausdrücken, dass man es hier ebenfalls mit einem „räumlich wirkenden“ Film zu tun hätte, für den man jedoch keine 3D-Brille benötige.

## Auszeichnungen
Außer drei Oscar-Nominierungen in den Kategorien „Bester Hauptdarsteller“ für Richard Burton, „Beste Kamera in einem Farbfilm“ für Leon Shamroy und „Bester Film“ für Frank Ross erhielt der Film die Auszeichnungen
- NBR Award 1953 für Jean Simmons als „Beste Schauspielerin“
- Oscar 1954 in der Kategorie „Best Art Direction-Set Decoration, Color“
- Oscar 1954 in der Kategorie „Best Costume Design, Color“
- Golden Globe 1954 in der Kategorie „Best Motion Picture – Drama“

## Kritiken
„Das Spiel von Jean Simmons wirkt anmutig. Richard Burton stellt seinen Gewissenskonflikt überzeugend zur Schau. Eine der besten schauspielerischen Leistungen zeigt Jay Robinson als Caligula, der zum Sinnbild des morschgewordenen Römerreichs wird.“

„Vorerst indessen brüllt das bunte Panorama, die Farben knallen, und die Riesenleinwand zittert. Und unbeobachtet in einer Ecke sitzt die Muse der Filmkunst, hält sich die Ohren zu und weint.“

„Der neue Effekt des hier erstmals angewandten Cinemascope-Verfahrens liegt in einer Steigerung des dekorativen und dramatischen Stils. Die geistig-künstlerische Ausdrucksform kommt jedoch dabei zu Schaden. Für das religiöse Empfinden deutscher Christen zu monströs.“

„Der erste CinemaScope-Film glänzt durch prächtige Farben und Kulissen, große Stars und romantisiertes Zeitkolorit." (Wertung: 2½ Sterne = überdurchschnittlich)“

„… Das Gewand beweist aber gleichzeitig, daß das Größte, Lauteste und Bunteste nicht immer das Beste ist. Nach dem gleichnamigen Bestseller des schriftstellernden Arztes und Priesters Lloyd C. Douglas gedreht, ist "The Robe" die naive Geschichte vom Gewande des Erlösers, das der römische Tribun, der die Kreuzigung befehligte, beim Würfelspiel gewinnt. Er wird zum Christen und stirbt, von Caligula zum Tode verurteilt, als Märtyrer seines neuen Glaubens. Dichter Nebel wallt, und ein unsichtbarer Chor singt Halleluja. Und das in Cinemascope, wo jede Szene viermal so wuchtig wirkt wie bei einem normalen Film.“

## DVD-Veröffentlichung
- Das Gewand. Große Film-Klassiker. Twentieth Century Fox Home Entertainment, 2005.

## Soundtrack
- Alfred Newman: The Robe. Original Motion Picture Soundtrack, Varèse Sarabande, Hollywood s. a., Tonträger-Nr. VSD-5295 – Originaleinspielung der Filmmusik (Mono) durch das Hollywood Symphony Orchestra unter der Leitung des Komponisten